# Poblano

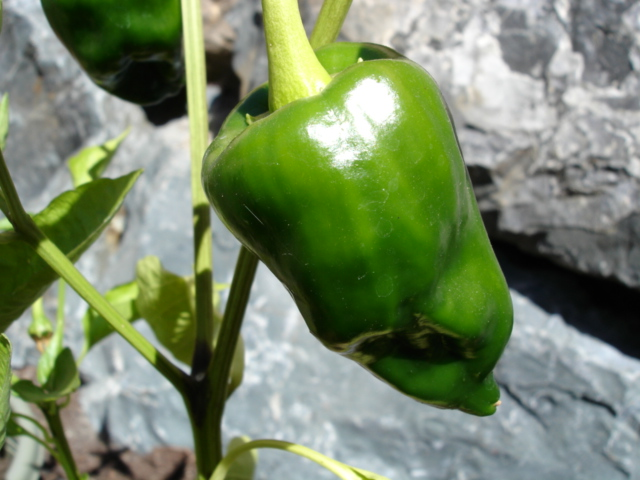
Pimenta poblano, uma variedade da Capsicum annuum

O poblano (Capsicum annuum) é uma pimenta suave nativa do estado de Puebla, no México. Seco, é chamado ancho ou chile ancho, da palavra espanhola ancho ("largo").
Uma variedade intimamente relacionada é o mulato, que tem uma cor mais escura, um sabor mais doce e uma textura mais macia.
A pimenta pasilla às vezes é incorretamente chamada de "poblano", particularmente nos Estados Unidos, mas são distintas das verdadeiras pimentas poblano.

## Crescimento
Os poblanos crescem em zonas de dureza 10-12 e fazem melhor com um pH de solo entre 7,0 e 8,5. Eles geralmente preferem a luz solar total e podem exigir apoio adicional para as frutas em crescimento durante a colheita no final do verão. Um poblano leva cerca de 200 dias da semente para a colheita e requer temperaturas do solo de pelo menos 18 °C para germinar.